# 산가와정 (가가와현)
산가와정(일본어: 寒川町)은 일본 가가와현 동부에 있던 정이며, 오카와군에 속했다. 

## 역사
- 1955년 7월 1일 - 오카와군 이시다촌, 간자키촌이 신설합병해, 산가와촌이 성립하였다.
- 1961년 9월 1일 - 정으로 승격해 산가와정이 되었다.
- 2002년 4월 1일 - 오카와군 쓰다정, 오카와정, 시도정, 나가오정이 신설 합병해 사누키시가 성립하였다. 동일 산가와정은 폐지되었다.

## 참고 문헌
- 角川日本地名大辞典編纂委員会, 『角川日本地名大辞典 43 香川県』, 1985, 角川書店